# Julie Felix
Julie Felix, född 14 juni 1938 i Santa Barbara, Kalifornien, död 22 mars 2020, var en amerikanskfödd sångare och låtskrivare, mest associerad med folkmusik. Felix var under 1960-talet och 1970-talet verksam i Storbritannien där hon hade skivkontrakt på Decca Records, Fontana Records och RAK Records. Hon gav ut flera album för bolagen. Hon hade även en egen TV-show, Once More With Felix. Sin största singelframgång fick hon 1970 med en inspelning av "If I Could" ("El cóndor pasa"). Även den efterföljande singeln ""Heaven is Here" blev en mindre hit.